# 自己調整法
自己調整法（じこちょうせいほう、Self Regulate Method: SRM）は、ドイツの精神科医フーゴ・パウル・フリードリヒ・シュルツ (J.H. Schultz) による自律訓練法をもとに、池見酉次郎によって日本人向けに改良された自己催眠法であり、治療技法である。ストレス緩和、心身症、神経症などに効果がある。

## 歴史
もとはドイツの大脳生理学者オスカー・フォクトの臨床的催眠研究に基づく。自己調整法の原型となる自律訓練法のさらに原型は1926年に発表された "autogene Organ bungen" である。その後基本的枠組みが確立し、1932年に自律訓練法として再体系化されたものが発表された。この年が自律訓練法の創始年とされている。
ベルリン大学の教授であったシュルツは、催眠状態に入って心身共にリラックスした人では手足を中心とした温かい感じが起こることに気づいた。やがてシュルツは手足が温かく感じられるような状態を自分で作ることができれば、催眠状態の場合のように他人の力を借りなくても自分で心身がリラックスした状態に入れると考えた。そして、リラックスした姿勢で座っている人に自己暗示によって、手足の温感・ひたいの涼しい感じなどを起こす自発的な訓練を行う方法として、自律訓練法を開発した。
日本には、第二次世界大戦後、心身医学とともにアメリカから流入し、自律訓練法が初めて紹介されたのは1950年代に入ってからのことである。自己調整法は池見らが、自律訓練法を日本人向きに「いつでも・どこでも・だれでも」実践できるように改良したものである。
　

## 自己調整法の概要
自己調整法は、基本座法（座り方）を習得したのち、第1段階 - 第8段階までを順に訓練していく。
自己暗示と手足の温感を起こす方法は、自律訓練法とほぼ同じである。1日に数回、5 - 6分程度の訓練を毎日行うと良いとされている。以下は各段階のおおまかな内容を記述する。
- 基本座法

椅子に腰かけ、顎を引いて背筋を伸ばし足を床にぴたりとつける。
- 第1段階

気持ちが落ち着いている、筋肉の緊張がとれて、両手の平が温かい。
- 第2段階

手の温かみが手の甲から肘・肩へと広がっていく。
- 第3段階

両肩から指先まで温かい、両足の裏が温かい。
- 第4段階

両肩から手足、両足から両膝まで温かい。
- 第5段階

両肩・両膝まで温かい。ひたいに涼しさを感じる。
- 第6段階

自己調整法を日常生活に導入する。
より騒がしい場所、不安定な姿勢、通勤列車の中などでもできるよう修練する。
「生活しながら自己調整法をする」から「自己調整法をしながら生活する」へ
- 第7段階

自己開放、自己回復を目指す段階
催眠状態で発動するさまざまな考え、感情、身体反応を、あるがままに受け流す。
見える（≠見る）、聞こえる（≠聞く）、感じられる（≠感じる）姿勢
- 第8段階

何が現れてもあるがままに受け入れ、何ものにもとらわれない。
（外的要因、ストレスに対する耐性の獲得）
- 消去動作

各段階の訓練を終えたあとは、催眠状態から戻るための動作を行う。
両手両足の屈伸、背伸びなど、全身のけだるさがすっかりとれるまで行う。
- 鍵となる言葉

一種の自己条件づけ
何かの言葉（例えば「ナチュラル」）を唱えるだけで、心身の統一状態に反射的に入れるようになる。
　
各段階の言葉（例えば「両手の平があたたかい」）を心の中で唱え（呼吸法も伴う）、自己催眠状態になる。ほかにも実践にあたっての要点は数多くある。臨床では、一部を省いたり自律訓練法の公式と組み合わせるなどして用いられる。

## 効果
自己調整法は、疲労回復、ストレス緩和、仕事や勉強の能率向上、抑鬱（よくうつ）や不安の軽減などの効果がある。また、心身症、神経症などの精神科、心療内科領域の病気にも効果がある。

## 副作用
正しい方法で行わなかった場合には、かえって自律神経が乱れたり強い不安感に襲われることがある。リラックスできる環境で行う必要がある。